# ウラジーミル・シチェルバク
ウラジーミル・ニコラエヴィチ・シチェルバク（ロシア語: Владимир Николаевич Щерба́к、ラテン文字表記の例：Vladimir Nikolayevich Shcherbak、1939年1月24日 - 2010）は、ソビエト連邦およびロシアの政治家。セルゲイ・ステパーシン内閣、第1次ウラジーミル・プーチン内閣で副首相・ロシア連邦農業食糧大臣を務めた。

## 経歴・人物
1959年アルマヴィル機械工業高等学校を卒業する。高校卒業後、クラスノダール地方の野菜缶詰工場に勤務するが、すぐに徴兵され1961年まで兵役に就く。1966年クラスノダール工科大学を卒業する。1982年社会科学アカデミー（現在のロシア公共行政アカデミー）を修了し、機械技師、エコノミストの学位を得た。
兵役を終えてからは、1962年クラスノダール地方野菜缶詰工場クリミア支部に勤務。1962年から1963年までクラスノダール地方缶詰工場クリミア支部食肉部門に勤務。1963年クラスノダール地方クリミア食肉缶詰工場副工場長。1967年クラスノダール地方缶詰工場クリミア缶詰店長。1968年クラスノダール地方缶詰工場クリミア部技師長。1970年クラスノダール地方缶詰工場クリミア部支配人。1974年クラスノダール市クラスノダール缶詰工業部管理主任。1976年クラスノダール市クラスノダール缶詰工業製造協会総支配人。
1978年共産党クラスノダール地方委軽工業商業部長。1980年クラスノダール地方委書記。1981年クラスノダール地方委第二書記。1985年クラスノダール人民代議員大会地域評議会執行委議長。1987年ロシア共和国国家農業委員会副議長。1990年ロシア連邦農業食糧省次官。1991年から1992年までロシア農業省食糧工業企業家組織国家協同組合協会議長。1992年からロシア連邦第一農業次官。1999年5月26日、副首相兼農相。